# Heinkel P.1077
Heinkel P.1077 war ein deutsches Projekt eines raketengetriebenen Jagdflugzeuges in der Endphase des Zweiten Weltkrieges.

## Entwicklung
Im Frühsommer 1944 entstand bei den Ernst-Heinkel-Flugzeugwerken in Wien unter der Leitung von W. Benz und Dr. Gerloff im Rahmen des Jägernotprogramms das Projekt eines raketengetriebenen Objektschutzjägers – die P.1077 Julia. Die Arbeiten liefen anfangs unter der Projektnummer 1068 und, nachdem Vertreter des Reichsluftfahrtministeriums (RLM) nach einer Besprechung am 8. September 1944 unter Vorbehalt einen Auftrag zur Entwicklung und zum Bau von 20 Musterflugzeugen erteilt hatten, unter der RLM-Typenbezeichnung 8-P.1068. Dies wurde Ende des Monats in 8-P.1077 geändert, da P.1068 an das Projekt der späteren Heinkel He 343 weitergegeben wurde. Der liegend im Cockpit untergebrachte Pilot sollte mit Hilfe von vier abwerfbaren Starthilfsraketen auf einem ebenfalls abwerfbarem Startschlitten starten und im fast senkrechten Steigflug schnell große Höhen erreichen; für die Gefechtshandlungen sollten dann fünf Minuten Flugzeit zur Verfügung stehen. Die Landung sollte im Gleitflug auf einer Kufe erfolgen. Es existierte auch eine Projektstudie der Julia mit sitzendem Piloten und dementsprechend gewölbter Kanzel sowie eine mit Pulsoschubrohr auf dem Rumpfrücken statt des Raketenantriebs, ebenfalls in Sitzanordnung und als Romeo bezeichnet.
Bis Kriegsende wurde nur noch eine Attrappe des Musters fertiggestellt, die allerdings im Dezember 1944 bei einem alliierten Bombenangriff auf Wien verbrannte. Der begonnene Bau von zwei motorlosen Prototypen der Baumusterausführung M2 wurde im fortgeschrittenen Baustadium (sie waren zu 90 % fertiggestellt) gestoppt.

## Technische Daten

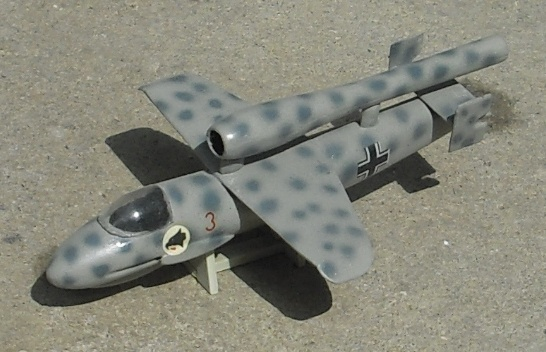
Modell der He P.1077 „Romeo“, einer Variante mit Pulsoschubrohr als Antrieb

| Kenngröße              | Daten                                                                                                 |
| ---------------------- | --- |
| Besatzung              | 1 |
| Länge                  | 6,47 m                                                                                                |
| Spannweite             | 4,60 m                                                                                                |
| Höhe                   | 1,00 m                                                                                                |
| Flügelfläche           | 7,30 m²                                                                                               |
| Flügelstreckung        | 2,9                                                                                                   |
| Startmasse             | 1800 kg                                                                                               |
| Höchstgeschwindigkeit  | 1000 km/h                                                                                             |
| Dienstgipfelhöhe       | 10.000 m                                                                                              |
| Steigzeit auf 10.000 m | 52 s                                                                                                  |
| Triebwerke             | Raketentriebwerk Walter HWK 109-509 A-2 mit 1700 kp, 4 Starthilfsraketen SG 34-109-533 mit je 1200 kp |
| Bewaffnung             | 2 Kanonen 30 mm (MK 108)                                                                              |